# Appasamudra, Hiriyur
Appasamudra là một làng thuộc tehsil Hiriyur, huyện Chitradurga, bang Karnataka, Ấn Độ.